# Cypriniformes
Los cipriniformes (Cypriniformes) son un orden de peces teleósteos con más de 6500 especies dispersas por algunos continentes, presentando una enorme diversidad en el sureste de Asia, pero no existen en Australia ni en Sudamérica. Habitan casi exclusivamente en aguas dulces. Algunas de ellas son objeto de cría y muy conocidas por su cromatismo.
Se caracterizan por tener una aleta dorsal simple, aunque muchos de los órdenes tienen una segunda aleta adiposa. También algunas especies tienen dientes faríngeos.

## Descripción
Al igual que otros órdenes del Ostariophysi, los peces de Cypriniformes poseen un aparato weberiano. Se diferencian de la mayoría de sus parientes en que sólo tienen una aleta dorsal en la espalda; la mayoría de los demás peces del Ostariophysi tienen una pequeña y carnosa aleta adiposa detrás de la aleta dorsal. Otras diferencias son el único kinetmoide de los Cypriniformes, un pequeño hueso mediano en el hocico, y la falta de dientes en la boca. En su lugar, tienen estructuras convergente llamadas dientes faríngeos en la garganta. Mientras que otros grupos de peces, como los cíclidos, también poseen dientes faríngeos, los dientes de los cipriniformes muelen contra una almohadilla masticatoria en la base del cráneo, en lugar de una mandíbula faríngea superior.

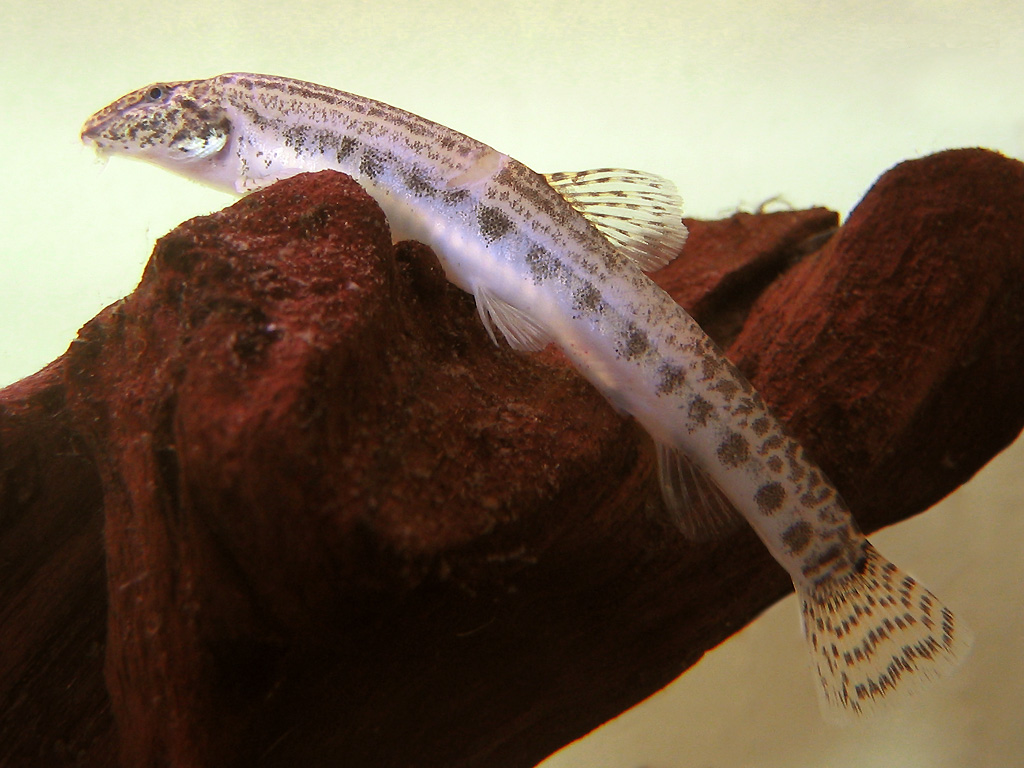
Una verdadera locha - la locha espinosa, Cobitis taenia

La familia más destacada es la de los ciprínidos (carpas y carpitas), que constituyen dos tercios de la diversidad del orden. Se trata de una de las mayores familias de peces y está ampliamente distribuida por África, Eurasia y América del Norte. La mayoría de las especies son habitantes estrictamente de agua dulce, pero un número considerable se encuentra en agua salobre, como el rutilo y la brema. Al menos una especie se encuentra en agua salada, la aleta roja del Pacífico, Tribolodon brandtii. Los ciprínidos de agua salobre y marinos son invariablemente anádromos, nadando río arriba para desovar. A veces separados como familia Psilorhynchidae, parecen ser peces especialmente adaptados de la Cyprinidae.
Los Balitoridae y los Gyrinocheilidae son familias de peces de corrientes de montaña que se alimentan de algas y pequeños invertebrados. Sólo se encuentran en tropicales y subtropicales Asia. Mientras que los primeros constituyen un grupo específico, los segundos sólo contienen un puñado de especies. Los chupadores (Catostomidae) se encuentran en zonas templadas América del Norte y el este de Asia. Estos grandes peces son similares a las carpas en apariencia y ecología. Los miembros de los Cobitidae son comunes en toda Eurasia y partes del Norte de África.[cita requerida] Un grupo de tamaño medio como los chupadores, son bastante similares a los bagres en apariencia y comportamiento, se alimentan principalmente del sustrato y están equipados con barbos para ayudarles a localizar la comida por la noche o en condiciones turbias. Los peces de las familias Cobitidae, Balitoridae, Botiidae y Gyrinocheilidae se denominan lochas, aunque estas últimas no parecen pertenecer al linaje de las "verdaderas" lochas, sino que están relacionadas con los chupadores.

## Evolución
Los cipriniformes comprenden las especies más primitivas de los Ostariophysi en sentido estricto (es decir, excluyendo los Gonorynchiformes). Esto se evidencia no sólo por los detalles fisiológicos, sino también por su amplia distribución, que indica que tuvieron el mayor tiempo de propagación. Inicialmente los cipriniformes habrían divergido de los Characiphysi (Characiformes y parientes) probablemente alrededor del Triásico inferior, hace unos 250 millones de años (Mya = Plioceno-Holoceno). Sin embargo, su divergencia probablemente sólo se produjo con la división de Pangea en el Jurásico, hace quizás 160 millones de años. Hace 110 millones de años, las pruebas de la tectónica de placas indican que los cipriniformes de Laurasia deben haber sido distintos de sus parientes de Gondwana.
Los cipriniformes se originaron probablemente en el sur y el este de Asia, donde se encuentra hoy la mayor diversidad de este grupo. La hipótesis alternativa es que se originaron en América del Sur, de forma similar a otros Otophysans. De ser así, se habrían extendido por Asia, África o Norteamérica antes de que los continentes se separaran, ya que son peces puramente de agua dulce. Aunque los Characiformes empezaron a diversificarse y a extenderse, es posible que lo hicieran independientemente de los cipriniformes basales de Sudamérica y África. Pero posteriormente estos últimos más evolucionados sobrevivieron y coexistieron con los Characiformes.
Los primeros fósiles de cipriniformes son ya asignables a la familia viva Catostomidae; procedentes del Paleoceno de Alberta, tienen unos sesenta millones de años. Durante el Eoceno (hace 55-35 millones de años), los Catostomidae y los Cyprinidae se extendieron por toda Asia. En el Oligoceno, hace unos 30 millones de años, los Cyprinidae más avanzados empezaron a suplantar a los Catostomidae allí donde eran simpáticos, lo que provocó una disminución de las liberaciones. Los ciprínidos llegaron a América del Norte y Europa aproximadamente al mismo tiempo, y a África a principios del Mioceno (hace unos 23-20 millones de años). Los cipriniformes se distribuyeron a América del Norte a través del Estrecho de Bering, se formaron y luego desaparecieron varias veces, a lo largo de varios millones de años de evolución.

## Sistemática
Históricamente, los cipriniformes incluían todas las formas que ahora se colocan en el superorden Ostariophysi excepto los siluros, que se colocaban en el orden Siluriformes. Según esta definición, los cipriniformes eran parafiléticos, por lo que recientemente, los órdenes Gonorynchiformes, Characiformes, (carácidos y aliados), y Gymnotiformes (peces cuchilla y anguilas eléctricas) han sido separados para formar sus propios órdenes monofiléticos.
Las familias de los cipriniformes tradicionalmente se alojan en dos subórdenes. La superfamilia Cyprinioidea contiene las carpas y pececillos (Cyprinidae) y también las carpas de montaña como la familia Psilorhynchidae. En 2012, Maurice Kottelat revisó la superfamilia Cobitoidei y bajo su revisión ahora consta de las siguientes familias: lochas de río (Balitoridae), Barbuccidae, Botiidae, chupadores (Catostomidae), lochas verdaderas (Cobitidae), Ellopostomatidae, Gastromyzontidae, lochas chupadoras (Gyrinocheilidae), lochas de piedra (Nemacheilidae), Serpenticobitidae y lochas de aleta larga (Vaillantellidae).
Los Catostomoidea suelen tratarse como un sinónimo menor de los Cobitoidei, pero podrían separarse de los Catostomidae y Gyrinocheilidae en una superfamilia distinta; los Catostomoidea podrían ser parientes más cercanos de las carpas y los pececillos que de las "verdaderas" lochas. Aunque los Cyprinioidea parecen más "primitivos" que las formas parecidas a las lochas, aparentemente tuvieron el suficiente éxito como para no cambiar nunca del nicho ecológico original del basal Ostariophysi. Sin embargo, a partir del linaje principal, ecomorfológicamente conservador, aparentemente se ramificaron al menos dos grandes radiaciones evolutivas. Éstas se diversificaron desde las tierras bajas hacia los hábitat fluviales torrenciales, adquiriendo una habitus y adaptaciónes similares en el proceso.
Las carpas de montaña son los ciprínidos altamente apomórficas, quizás cercanas a los carpas verdaderas (Cyprininae), o quizás a los danioninos. Aunque se conocen algunos detalles sobre las estructuras filogenéticas de esta familia tan diversa —por ejemplo, que Cultrinae y Leuciscinae son parientes bastante cercanos y se separan de Cyprininae— todavía no existe un buen consenso sobre cómo se interrelacionan los linajes principales. Una lista sistemática, desde los linajes más antiguos a los más modernos, puede darse así:
Los cipriniformes, tal y como se los definía hasta hace poco, eran un grupo parafilético, por lo que los recientemente creados órdenes Gonorhynchiformes, Characiformes y Gymnotiformes fueron separados para así constituir varios órdenes monofiléticos.
El orden contiene seis familias y unos 320 géneros con miles de especies. Las familias se agrupan en dos subórdenes, de los cuales el Cyprinoidea es el más primitivo:
- Superfamilia Cobitoidea:
  - Balitoridae
    - Subfamilia Balitorinae
    - Subfamilia Nemacheilinae

  - Catostomidae - peces chupadores
    - Subfamilia Catostominae
    - Subfamilia Cycleptinae
    - Subfamilia Ictiobinae

  - Cobitidae - lochas
    - Subfamilia Botiinae
    - Subfamilia Cobitinae

  - Gyrinocheilidae - peces comealgas

- Superfamilia Cyprinoidea:
  - Cyprinidae - carpas, carpines y barbo.
  - Psilorhynchidae

Cypriniformes es el orden más primitivo de los Ostariophysi, no solo por las evidencias fisiológicas sino también por su gran distribución mundial, lo que indica que han tenido más tiempo para dispersarse. Los primeros cipriniformes debieron divergir de los Characiformes hace aproximadamente 250 millones de años. Además debieron originarse en el sudeste de Asia por la enorme diversidad que presentan allí.

## Importancia para el hombre
Este orden de peces es importante por dos motivos. En primer lugar es una importante fuente de alimentación en algunos países, sobre todo en Europa y Asia. Pero es que además son importantes en acuariología, como es el caso del pez dorado. A veces se han reintroducido carpas accidentalmente o deliberadamente, lo que suele producir un importante impacto ambiental sobre los peces autóctonos, pues su costumbre de remover el fondo marino en busca de alimento enturbia el agua, impidiendo la fotosíntesis de las algas y afectando así a toda la cadena trófica.
Las poblaciones de carpa común (Cyprinus carpio) y de carpa herbívora (Ctenopharyngodon idella) introducidas accidental o deliberadamente se encuentran en todos los continentes excepto en la Antártida. En algunos casos, estas especies exóticas tienen un impacto negativo en el medio ambiente. Las carpas, en particular, revuelven el lecho de los ríos, reduciendo la claridad del agua y dificultando el crecimiento de las plantas.
En la ciencia, uno de los miembros más famosos de los cipriniformes es el pez cebra (Danio rerio). El pez cebra es uno de los organismos modelo vertebrados más importantes en las ciencias biológicas y bioquímicas, y se utiliza en muchos tipos de experimentos. Durante el desarrollo temprano, el pez cebra tiene un cuerpo casi transparente, por lo que es ideal para estudiar la biología del desarrollo. También se utiliza para dilucidar las vías de señalización bioquímica. También son buenos animales de compañía, pero pueden ser tímidos ante la luz brillante y los tanques abarrotados.